# روجر بيرد (لاعب كرة قدم أمريكية)
روجر بيرد (بالإنجليزية: Rodger Bird)‏ هو لاعب كرة قدم أمريكية أمريكي، ولد في 2 يوليو 1943 في كوربن في الولايات المتحدة.